# Caolan Boyd-Munce
Caolan Stephen Boyd-Munce (Belfast, 26 gennaio 2000) è un calciatore nordirlandese, centrocampista del St. Mirren.

## Carriera

### Club
Dopo aver giocato nelle giovanili dei nordirlandesi del Glentoran nella stagione 2015-2016 esordisce in prima squadra, giocando una partita nella prima divisione nordirlandese; tra il 2016 ed il 2022 gioca invece in totale 7 partite nella seconda divisione inglese con la maglia del Birmingham City, intervallate da un breve periodo in prestito nella settima divisione inglese al Redditch Utd nel 2018.
Il 7 gennaio 2022 viene acquistato dal Middlesbrough, con cui ha militato la seconda metà della stagione 2021-2022 e la stagione 2022-2023 ha giocato 2 partite nella seconda divisione inglese. Il 1º febbraio 2023 lascia il Boro.
Rimane svincolato sino al 15 marzo 2023, giorno in cui si accasa agli scozzesi del St. Mirren. Dopo avere trovato poco spazio nei primi mesi, nel 2023-2024 vede incrementare il proprio spazio in squadra, tanto che il 5 aprile 2024 il suo contratto viene rinnovato sino al 2025.

### Nazionale
Nel corso degli anni ha giocato numerose partite nelle nazionali giovanili nordirlandesi Under-17, Under-19 ed Under-21.
Il 16 marzo 2022 viene convocato per la prima volta in nazionale maggiore. Viene convocato anche in altre occasioni ma senza riuscire a esordire. L'8 giugno 2024 debutta con la massima selezione nordirlandese nell'amichevole persa 5-1 contro la Spagna, fornendo l'assist per il gol dei nordirlandesi.

## Statistiche

### Cronologia presenze e reti in nazionale
| Cronologia completa delle presenze e delle reti in nazionale ― Irlanda del Nord | Cronologia completa delle presenze e delle reti in nazionale ― Irlanda del Nord | Cronologia completa delle presenze e delle reti in nazionale ― Irlanda del Nord | Cronologia completa delle presenze e delle reti in nazionale ― Irlanda del Nord | Cronologia completa delle presenze e delle reti in nazionale ― Irlanda del Nord | Cronologia completa delle presenze e delle reti in nazionale ― Irlanda del Nord | Cronologia completa delle presenze e delle reti in nazionale ― Irlanda del Nord | Cronologia completa delle presenze e delle reti in nazionale ― Irlanda del Nord |
| Data                                                                            | Città                                                                           | In casa                                                                         | Risultato                                                                       | Ospiti                                                                          | Competizione                                                                    | Reti                                                                            | Note                                                                            |
| ------------------------------------------------------------------------------- | ------------------------------------------------------------------------------- | ------------------------------------------------------------------------------- | ------------------------------------------------------------------------------- | ------------------------------------------------------------------------------- | ------------------------------------------------------------------------------- | ------------------------------------------------------------------------------- | ------------------------------------------------------------------------------- |
| 8-6-2024                                                                        | Palma di Maiorca                                                                | Spagna                                                                          | 5 – 1                                                                           | Irlanda del Nord                                                                | Amichevole                                                                      | -                                                                               | 46’                                                                             |
| 11-6-2024                                                                       | Murcia                                                                          | Irlanda del Nord                                                                | 2 – 0                                                                           | Andorra                                                                         | Amichevole                                                                      | -                                                                               | 76’                                                                             |
| Totale                                                                          |                                                                                 | Presenze                                                                        | 2                                                                               |                                                                                 | Reti                                                                            | 0                                                                               |                                                                                 |